# Dan Goldie
Dan Goldie (n, 3 de octubre de 1963 en Sioux City, Iowa, Estados Unidos) es un jugador de tenis estadounidense retirado. En su carrera ha conquistado 4 torneos ATP y su mejor posición en el ranking de individuales fue Nº27 en abril de 1989, en el de dobles fue Nº40 en marzo de 1989.